# Aragóniai Jolán kasztíliai királyné
Aragóniai Jolánta (1236. július 22. – 1301. január 17.), aragóniai infánsnő. Kasztília királynéja.

## Élete
I. (Hódító) Jakab aragón királynak és második feleségének, Árpád-házi Jolán magyar királyi hercegnőnek a tíz gyermeke közül ő volt a legidősebb. Anyja révén II. András magyar királynak és második feleségének, Courtenay Jolán konstantinápolyi latin császári hercegnőnek volt az unokája.
1246-ban Jolánt szülei férjhez adták X. Alfonz kasztíliai királyhoz. A házasságból tizenkét gyermek született, az első két fiú (mindkettő Ferdinánd) korai halála után Sancho lett Kasztília és León királya IV. Sancho néven. Jolánta boldog házasságban élt férjével. Segített neki a kasztíliai spanyolt hivatalossá tenni, és kiadott műveivel megkezdték annak sztenderdizálását. Jolán 1284-ben özvegy lett és fia uralkodása alatt visszavonultan élt. 1301. január 17-én halt meg. A kasztíliai Szent-Monostorban temették el férje és fia, Ferdinánd mellé.

## Gyermekei
- Berengária
- Beatrix
- Ferdinánd
- Leonor
- IV. Sancho, Kasztília királya
- Konstancia
- Péter
- János
- Izabella
- Jolán
- Jakab